# Le Ville (Colle di Val d'Elsa)
Le Ville è una località del comune italiano di Colle di Val d'Elsa, nella provincia di Siena, in Toscana.
La località si trova in prossimità del confine con il comune di Casole d'Elsa.

## La necropoli etrusca
La necropoli etrusca, conosciuta fin dal XVIII secolo, che si trova nelle vicinanze, risulta suddivisa in due parti, quella arcaica e quella classico ellenistica, poco distanti tra di loro; la necropoli è stata oggetto di un attento scavo a cura del Gruppo Archeologico Colligiano.
Molto il materiale recuperato e ricomposto che vi è stato ritrovato e che si trova esposto presso il Museo archeologico Ranuccio Bianchi Bandinelli di Colle di Val d'Elsa, mentre i reperti recuperati nel corso delle precedenti violazioni si trova presso il Museo archeologico nazionale di Siena.
Della necropoli fanno parte 10 tombe danneggiate, infatti la loro copertura a volta è crollata.
La tomba più vasta è quella centrale della necropoli di tipo ellenistico che presenta un vestibolo centrale e cinque camere laterali.